# Whale (Kumbria)
Whale – osada w Anglii, w Kumbrii. W 1870-72 osada liczyła 53 mieszkańców.